# Bongloard
Bongloard is een Nederlandse band uit Utrecht, bestaande uit zanger en gitarist Jannes van Kaam, basgitarist Ties Bogers en drummer Jan van Asch. De band werd in 2018 gevormd en heeft twee albums uitgebracht; People Overreacting To My Behaviour in 2022 en DYTYR? in 2024.

## Geschiedenis
Voordat Bongloard werd gevormd, speelden de drie bandleden in andere bands. Van Kaam drumde in FFOOSS, Bogers was basgitarist bij Palmsy en Van Asch drummer in Speakeasy. Van Kaam en Bogers kenden elkaar echter al van een opleiding aan de Herman Brood Academie, waar ze al eerder muziek met elkaar maakten. Aan het eind van 2018 besloten ze om opnieuw met elkaar samen te werken en werd Van Asch gevraagd als drummer, resulterend in de formatie van Bongloard.
De eerste single die werd uitgebracht was Whoo Yeah in april 2019, opgevolgd door I Want It Now aan het eind van dat jaar. Ondertussen brak de band in 2019 ook door op het livecircuit. Er werd gespeeld op het Psycho Mind Festival en Keifestival en de band werd geselecteerd voor de Popronde. Tijdens de coronapandemie was het een tijdje stil rondom de band, maar toen het weer mogelijk was, kwamen de optredens er ook weer. In 2021 werd er gespeeld op Sniester en het Kliko Fest.
Bongloard kwam in 2022 met veel nieuwe muziek. Eerst waren daar de singles I'm Staying in Bed Today, Problem en The Gram, voordat debuutalbum People Overreacting To My Behaviour in april bij het label Supermarket Society werd uitgebracht. Er werd een speciale cassetteversie van het album uitgebracht waarop de twee nummers CR@FP en Monster stonden, die niet op de versie op de streamingsplatformen te vonden waren. Pas in december 2022 werden die twee nummers als single uitgebracht. In 2022 werd er ook veel opgetreden door de band. Er werden optredens gedaan met Magnetic Spacemen en ze waren te zien op festivals als Sniester en Minirock. Ook waren ze voorprogramma van The Tazers bij hun tour door Zuid-Afrika. De band deed in 2023 een clubtour door Nederland met Tape Toy en de bezochte festivals dat jaar waren onder ander het Valkhof Festival en Into the Mud. Internationale optredens waren een tour in Duitsland als voorprogramma van Psychedelic Porn Crumpets en een optreden op het Cybergrunge Festival, eveneens in Duitsland. Ook was er weer een tour met The Tazers, ditmaals in Duitsland en Oostenrijk.
Nadat de band een jaartje geen nieuwe muziek had uitgebracht, kwamen ze in 2024 met een vierluik aan singles. Eerste was Suits, door Dansende Beren beschreven als "de coolste song is die Bongloard tot nu toe heeft gemaakt". Hierna volgden Famous Last Words en Downwards. Laatste van de vier singles was The Mirror, die snel werd opgevolgd met het album DYTYR?. De titel van het album is een afkorting van Do You Think You’re Ready?. DYTYR? werd uitgebracht bij muzieklabel V2 Records en werd door Dansende Beren op de vierde plaats gezet van beste Nederlandse albums van 2024. Met de nieuwe muziek speelde Bongloard in 2024 op festivals als Roadburn en het Epop Festival en in het najaar werd er in Nederland getourd met Wodan Boys.

## Muziekstijl
De stijl van Bongloard is een mix van garagerock en (noice)punk. 3voor12 heeft het dan ook omschreven als garagepunk en bij festival Here's the Thing werden ze omschreven als een noisepunk/garagerockband. In een andere artikel bij 3voor12 werd het omschreven als garagerock gemixt met grunge en postpunk. Ook bij muziektijdschrift Luminous Dash werd het genre postpunk genoemd. Hun inspiraties zijn onder andere Osees en Ty Segall.

## Discografie (albums en ep's)
- People Overreacting To My Behaviour (album, 2022)
- DYTYR? (album, 2024)

- International Standard Name Identifier: 0000 0005 0990 9664
- MusicBrainz: d7e26e4e-46e0-418a-9e83-51d6087fca1d